# Santa Maradona (Larchuma Football Club)
Pour les articles homonymes, voir Maradona (homonymie).
Santa Maradona (Larchuma Football Club) est une chanson du groupe Mano Negra, sortie en 1994 sur l'album Casa Babylon.
Il s'agit d'une chanson moqueuse envers le football (Larchuma ou plus précisément la hchouma signifie « honte » en arabe). Le clip présente des images de Diego Maradona, joueur professionnel de football argentin entre 1976 et 1997, ainsi que le groupe avec les supporters de l'Olympique de Marseille au Stade Vélodrome.